# Bóng đá tại Thế vận hội Mùa hè 2020 – Vòng loại Nữ
12 đội tuyển đã tham dự bóng đá tại Thế vận hội Mùa hè 2020. Ngoài quốc gia chủ nhà Nhật Bản, 11 đội tuyển nữ khác đã vượt qua vòng loại từ 6 liên đoàn lục địa riêng biệt.

## Bảng
| Phương thức vòng loại                                                     | Các ngày1                         | Địa điểm1      | Số suất | Đội vượt qua vòng loại        |
| ------------------------------------------------------------------------- | --------------------------------- | -------------- | ------- | ----------------------------- |
| Quốc gia chủ nhà                                                          | —                                 | —              | 1       | Nhật Bản                      |
| Giải vô địch bóng đá Nam Mỹ 2018                                          | 4–22 tháng 4 năm 2018             | Chile          | 1       | Brasil                        |
| Cúp bóng đá các quốc gia châu Đại Dương 2018                              | 18 tháng 11 – 1 tháng 12 năm 2018 | New Caledonia  | 1       | New Zealand                   |
| Giải vô địch bóng đá nữ thế giới 2019 (tư cách là vòng loại UEFA)         | 7 tháng 6 – 7 tháng 7 năm 2019    | Pháp           | 3       | Anh Quốc · Hà Lan · Thụy Điển |
| Vòng loại bóng đá Thế vận hội Mùa hè 2020 khu vực Bắc, Trung Mỹ và Caribe | 28 tháng 1 – 9 tháng 2 năm 2020   | Hoa Kỳ         | 2       | Canada · Hoa Kỳ               |
| Vòng loại bóng đá Thế vận hội Mùa hè 2020 khu vực châu Phi                | 5–10 tháng 3 năm 2020             | Nhiều địa điểm | 1       | Zambia                        |
| Vòng loại bóng đá Thế vận hội Mùa hè 2020 khu vực châu Á                  | 8–13 tháng 4 năm 2021             | Nhiều địa điểm | 2       | Úc · Trung Quốc               |
| Play-off CAF–CONMEBOL                                                     | 10–13 tháng 4 năm 2021            | Thổ Nhĩ Kỳ     | 1       | Chile                         |
| Tổng số                                                                   |                                   |                | 12      |                               |

- ^1 Ngày và địa điểm của vòng chung kết khu vực đó (hoặc vòng cuối cùng của giải đấu vòng loại), các giai đoạn vòng loại khác nhau có thể diễn ra trước đó ở nhiều địa điểm khác nhau.

## Giải vô địch bóng đá Nam Mỹ 2018
Brasil được bước vào vị trí vòng loại Olympic bởi đội thắng Giải vô địch bóng đá Nam Mỹ. Chile giành quyền vào vòng play-off trong trận gặp đội xếp thứ hai từ giải đấu vòng loại CAF.

### Các đội tuyển vượt qua vòng loại
Tất cả 10 thành viên các đội tuyển quốc gia CONMEBOL được tham gia giải đấu.
| Đội tuyển          | Tham dự | Thành tích tốt nhất lần trước                | Bảng xếp hạng FIFA khi bắt đầu sự kiện |
| ------------------ | ------- | -------------------------------------------- | -------------------------------------- |
| Argentina          | 7 lần   | Vô địch (2006)                               | 37                                     |
| Bolivia            | 7 lần   | Hạng năm (1995)                              | 84                                     |
| Brasil (đương kim) | 8 lần   | Vô địch (1991, 1995, 1998, 2003, 2010, 2014) | 8                                      |
| Chile (chủ nhà)    | 8 lần   | Á quân (1991)                                | 40                                     |
| Colombia           | 6 lần   | Á quân (2010, 2014)                          | 24                                     |
| Ecuador            | 7 lần   | Hạng ba (2014)                               | Chưa xếp hạng                          |
| Paraguay           | 6 lần   | Hạng tư (2006)                               | 50                                     |
| Perú               | 6 lần   | Hạng ba (1998)                               | 59                                     |
| Uruguay            | 6 lần   | Hạng ba (2006)                               | 68                                     |
| Venezuela          | 7 lần   | Hạng ba (1991)                               | 64                                     |

### Giai đoạn đầu tiên

#### Bảng A
| VT | Đội      | ST | T | H | B | BT | BB | HS  | Đ  | Giành quyền tham dự |
| -- | -------- | -- | - | - | - | -- | -- | --- | -- | ------------------- |
| 1  | Colombia | 4  | 3 | 1 | 0 | 16 | 2  | +14 | 10 | Giai đoạn cuối cùng |
| 2  | Chile    | 4  | 2 | 2 | 0 | 8  | 2  | +6  | 8  | Giai đoạn cuối cùng |
| 3  | Paraguay | 4  | 2 | 1 | 1 | 7  | 7  | 0   | 7  |                     |
| 4  | Uruguay  | 4  | 0 | 1 | 3 | 2  | 11 | −9  | 1  |                     |
| 5  | Perú     | 4  | 0 | 1 | 3 | 1  | 12 | −11 | 1  |                     |

#### Bảng B
| VT | Đội       | ST | T | H | B | BT | BB | HS  | Đ  | Giành quyền tham dự |
| -- | --------- | -- | - | - | - | -- | -- | --- | -- | ------------------- |
| 1  | Brasil    | 4  | 4 | 0 | 0 | 22 | 1  | +21 | 12 | Giai đoạn cuối cùng |
| 2  | Argentina | 4  | 3 | 0 | 1 | 12 | 6  | +6  | 9  | Giai đoạn cuối cùng |
| 3  | Venezuela | 4  | 2 | 0 | 2 | 9  | 6  | +3  | 6  |                     |
| 4  | Bolivia   | 4  | 1 | 0 | 3 | 1  | 18 | −17 | 3  |                     |
| 5  | Ecuador   | 4  | 0 | 0 | 4 | 3  | 16 | −13 | 0  |                     |

### Giai đoạn cuối cùng
| VT | Đội       | ST | T | H | B | BT | BB | HS | Đ | Giành quyền tham dự     |
| -- | --------- | -- | - | - | - | -- | -- | -- | - | ----------------------- |
| 1  | Brasil    | 3  | 3 | 0 | 0 | 9  | 1  | +8 | 9 | Thế vận hội Mùa hè 2020 |
| 2  | Chile     | 3  | 1 | 1 | 1 | 5  | 3  | +2 | 4 | Play-off CAF–CONMEBOL   |
| 3  | Argentina | 3  | 1 | 0 | 2 | 3  | 8  | −5 | 3 |                         |
| 4  | Colombia  | 3  | 0 | 1 | 2 | 1  | 6  | −5 | 1 |                         |

## Cúp các quốc gia châu Đại Dương 2018
New Zealand được bước vào vị trí vòng loại Olympic bởi đội thắng Cúp các quốc gia.

### Các đội tuyển vượt qua vòng loại
Tất cả 11 thành viên các đội tuyển quốc gia OFC được tham gia giải đấu. Tốp 7 các đội tuyển được xếp hạng giành quyền vào tự động chung kết, với bốn đội còn lại đang thi đấu trong giai đoạn vòng loại cho vị trí chung kết.
Tahiti và New Caledonia, tư cách là đơn vị hành chính Pháp, đã không đủ điều kiện để tranh tài tại giải bóng đá nữ Thế vận hội.
| Đội tuyển          | Định nghĩa vòng loại | Tham dự | Thành tích tốt nhất lần trước          | Bảng xếp hạng FIFA khi bắt đầu sự kiện |
| ------------------ | -------------------- | ------- | -------------------------------------- | -------------------------------------- |
| Quần đảo Cook      | Tự động              | 4 lần   | Hạng ba (2010, 2014)                   |                                        |
| Nouvelle-Calédonie | Tự động              | 2 lần   | Hạng ba (1983)                         |                                        |
| New Zealand        | Tự động              | 11 lần  | Vô địch (1983, 1991, 2007, 2010, 2014) |                                        |
| Papua New Guinea   | Tự động              | 9 lần   | Á quân (2007, 2010, 2014)              |                                        |
| Samoa              | Tự động              | 3 lần   | Hạng tư (2003)                         |                                        |
| Tahiti             | Tự động              | 2 lần   | Vòng bảng (2010)                       |                                        |
| Tonga              | Tự động              | 4 lần   | Hạng ba (2007)                         |                                        |
| Fiji               | Đội thắng vòng loại  | 3 lần   | Hạng tư (1983, 1998)                   |                                        |

### Vòng bảng

#### Bảng A
Cúp bóng đá nữ các quốc gia châu Đại Dương 2018

#### Bảng B
Cúp bóng đá nữ các quốc gia châu Đại Dương 2018

### Giai đoạn cuối cùng
Cúp bóng đá nữ các quốc gia châu Đại Dương 2018

## Vòng loại UEFA thông qua Giải vô địch bóng đá nữ thế giới 2019
Chín đội tuyển từ UEFA được thi đấu tại Cúp Thế giới, với các đội xếp thứ ba tốt nhất châu Âu có vị trí vòng loại Olympic. Ba đội tuyển UEFA đã lọt vào bán kết của Cúp Thế giới, nơi giành được một vị trí vòng loại Olympic cho Anh Quốc (thông qua thành tích của Anh), Hà Lan và Thụy Điển, với Thụy Điển loại bỏ các nhà vô địch Olympic Đức.
Vương quốc Anh vượt qua vòng loại thông qua thành tích của Anh trong Cúp Thế giới (một thủ tục đã được đội tuyển GB sử dụng thành công trong môn khúc côn cầu trên cỏ và bóng bầu dục bảy người), dựa trên thể thức bởi bốn hiệp hội bóng đá Anh Quốc (Anh, Bắc Ireland, Scotland và Wales) được đồng ý. Scotland cũng vượt qua vòng loại tham dự Cúp Thế giới, nhưng theo thỏa thuận, theo đó quốc gia có thứ hạng cao nhất được đề cử để thi đấu cho các mục đích của vòng loại Olympic, thành tích của họ đã không được tính đến.

### Các đội tuyển UEFA vượt qua vòng loại
| Đội tuyển          | Tư cách vòng loại             | Ngày vòng loại       | Tham dự chung kết | Tham dự cuối cùng | Chuỗi | Thành tích tốt nhất lần trước | Thành tích năm 2019 |
| ------------------ | ----------------------------- | -------------------- | ----------------- | ----------------- | ----- | ----------------------------- | ------------------- |
| Hà Lan             | Thắng play-off vòng loại UEFA | 13 tháng 11 năm 2018 | 2 lần             | 2015              | 2     | Vòng 16 đội (2015)            | Á quân              |
| Thụy Điển          | Nhất bảng 4 vòng loại UEFA    | 4 tháng 9 năm 2018   | 8 lần             | 2015              | 8     | Á quân (2003)                 | Hạng ba             |
| Anh (for Anh Quốc) | Nhất bảng 1 vòng loại UEFA    | 31 tháng 8 năm 2018  | 5 lần             | 2015              | 4     | Hạng ba (2015)                | Hạng tư             |
| Pháp               | Chủ nhà                       | 19 tháng 3 năm 2015  | 4 lần             | 2015              | 3     | Hạng tư (2011)                | Tứ kết              |
| Đức                | Nhất bảng 5 vòng loại UEFA    | 4 tháng 9 năm 2018   | 8 lần             | 2015              | 8     | Vô địch (2003, 2007)          | Tứ kết              |
| Ý                  | Nhất bảng 6 vòng loại UEFA    | 8 tháng 6 năm 2018   | 3 lần             | 1999              | 1     | Tứ kết (1991)                 | Tứ kết              |
| Na Uy              | Nhất bảng 3 vòng loại UEFA    | 4 tháng 9 năm 2018   | 8 lần             | 2015              | 8     | Vô địch (1995)                | Tứ kết              |
| Tây Ban Nha        | Nhất bảng 7 vòng loại UEFA    | 8 tháng 6 năm 2018   | 2 lần             | 2015              | 2     | Vòng bảng (2015)              | Vòng 16 đội         |
| Scotland           | Nhất bảng 2 vòng loại UEFA    | 4 tháng 9 năm 2018   | 1 lần             | –                 | 1     | Lần đầu                       | Vòng bảng           |

## Vòng loại bóng đá Thế vận hội 2020 khu vực Bắc, Trung Mỹ và Caribe

### Vòng bảng

#### Bảng A
Vòng loại bóng đá nữ Thế vận hội 2020 khu vực Bắc, Trung Mỹ và Caribe

#### Bảng B
Vòng loại bóng đá nữ Thế vận hội 2020 khu vực Bắc, Trung Mỹ và Caribe

### Giai đoạn cuối cùng
Vòng loại bóng đá nữ Thế vận hội 2020 khu vực Bắc, Trung Mỹ và Caribe

## Vòng loại bóng đá Thế vận hội 2020 khu vực châu Á

### Các đội tuyển vượt qua vòng loại
| Đội tuyển bước vào vòng 3                                 | Đội tuyển bước vào vòng 2 | Đội tuyển bước vào vòng 1                   | Đội tuyển bước vào vòng 1                   | Đội tuyển bước vào vòng 1           | Đội tuyển bước vào vòng 1          | Đội tuyển bước vào vòng 1 |
| Đội tuyển bước vào vòng 3                                 | Đội tuyển bước vào vòng 2 | Nhóm 1                                      | Nhóm 2                                      | Nhóm 3                              | Nhóm 4                             | Nhóm 5 (chưa xếp hạng)    |
| --------------------------------------------------------- | ------------------------- | ------------------------------------------- | ------------------------------------------- | ----------------------------------- | ---------------------------------- | ------------------------- |
| Úc · Trung Quốc · CHDCND Triều Tiên · Hàn Quốc · Thái Lan | Việt Nam · Uzbekistan     | Đài Bắc Trung Hoa · Myanmar · Jordan · Iran | Ấn Độ · Philippines · Hồng Kông · Indonesia | UAE · Palestine · Singapore · Nepal | Tajikistan · Bangladesh · Maldives | Liban · Ma Cao1 · Mông Cổ |

### Vòng 1
Bảng A
| VT | Đội               | ST | T | H | B | BT | BB | HS  | Đ  | Giành quyền tham dự |
| -- | ----------------- | -- | - | - | - | -- | -- | --- | -- | ------------------- |
| 1  | Đài Bắc Trung Hoa | 4  | 4 | 0 | 0 | 33 | 0  | +33 | 12 | Vòng 2              |
| 2  | Philippines       | 4  | 3 | 0 | 1 | 17 | 7  | +10 | 9  | Vòng 2              |
| 3  | Tajikistan (H)    | 4  | 2 | 0 | 2 | 11 | 13 | −2  | 6  |                     |
| 4  | Mông Cổ           | 4  | 0 | 1 | 3 | 4  | 20 | −16 | 1  |                     |
| 5  | Singapore         | 4  | 0 | 1 | 3 | 2  | 27 | −25 | 1  |                     |

Bảng B
| VT | Đội       | ST | T | H | B | BT | BB | HS  | Đ | Giành quyền tham dự |
| -- | --------- | -- | - | - | - | -- | -- | --- | - | ------------------- |
| 1  | Iran      | 2  | 1 | 1 | 0 | 9  | 1  | +8  | 4 | Vòng 2              |
| 2  | Hồng Kông | 2  | 1 | 1 | 0 | 5  | 1  | +4  | 4 | Vòng 2              |
| 3  | Liban     | 2  | 0 | 0 | 2 | 0  | 12 | −12 | 0 |                     |
| 4  | UAE       | 0  | 0 | 0 | 0 | 0  | 0  | 0   | 0 | Rút lui             |
| 5  | Ma Cao    | 0  | 0 | 0 | 0 | 0  | 0  | 0   | 0 | Rút lui             |

Bảng C
| VT | Đội         | ST | T | H | B | BT | BB | HS  | Đ | Giành quyền tham dự |
| -- | ----------- | -- | - | - | - | -- | -- | --- | - | ------------------- |
| 1  | Myanmar (H) | 3  | 2 | 1 | 0 | 8  | 2  | +6  | 7 | Vòng 2              |
| 2  | Ấn Độ       | 3  | 1 | 1 | 1 | 9  | 4  | +5  | 4 | Vòng 2              |
| 3  | Nepal       | 3  | 0 | 3 | 0 | 3  | 3  | 0   | 3 | Vòng 2              |
| 4  | Bangladesh  | 3  | 0 | 1 | 2 | 2  | 13 | −11 | 1 |                     |

Bảng D
| VT | Đội           | ST | T | H | B | BT | BB | HS  | Đ | Giành quyền tham dự |
| -- | ------------- | -- | - | - | - | -- | -- | --- | - | ------------------- |
| 1  | Jordan        | 3  | 3 | 0 | 0 | 16 | 0  | +16 | 9 | Vòng 2              |
| 2  | Indonesia     | 3  | 1 | 1 | 1 | 4  | 5  | −1  | 4 | Vòng 2              |
| 3  | Palestine (H) | 3  | 1 | 1 | 1 | 3  | 9  | −6  | 4 | Vòng 2              |
| 4  | Maldives      | 3  | 0 | 0 | 3 | 2  | 11 | −9  | 0 |                     |

### Vòng 2
Bảng A
| VT | Đội         | ST | T | H | B | BT | BB | HS | Đ | Giành quyền tham dự |
| -- | ----------- | -- | - | - | - | -- | -- | -- | - | ------------------- |
| 1  | Myanmar (H) | 3  | 2 | 1 | 0 | 12 | 4  | +8 | 7 | Vòng 3              |
| 2  | Ấn Độ       | 3  | 2 | 1 | 0 | 8  | 4  | +4 | 7 |                     |
| 3  | Nepal       | 3  | 1 | 0 | 2 | 4  | 7  | −3 | 3 |                     |
| 4  | Indonesia   | 3  | 0 | 0 | 3 | 1  | 10 | −9 | 0 |                     |

Bảng B
| VT | Đội            | ST | T | H | B | BT | BB | HS | Đ | Giành quyền tham dự |
| -- | -------------- | -- | - | - | - | -- | -- | -- | - | ------------------- |
| 1  | Việt Nam       | 3  | 3 | 0 | 0 | 6  | 2  | +4 | 9 | Vòng 3              |
| 2  | Uzbekistan (H) | 3  | 2 | 0 | 1 | 8  | 3  | +5 | 6 |                     |
| 3  | Jordan         | 3  | 0 | 1 | 2 | 0  | 4  | −4 | 1 |                     |
| 4  | Hồng Kông      | 3  | 0 | 1 | 2 | 2  | 7  | −5 | 1 |                     |

Bảng C
| VT | Đội               | ST | T | H | B | BT | BB | HS  | Đ | Giành quyền tham dự |
| -- | ----------------- | -- | - | - | - | -- | -- | --- | - | ------------------- |
| 1  | Đài Bắc Trung Hoa | 3  | 3 | 0 | 0 | 11 | 3  | +8  | 9 | Vòng 3              |
| 2  | Philippines       | 3  | 2 | 0 | 1 | 11 | 4  | +7  | 6 |                     |
| 3  | Iran              | 3  | 1 | 0 | 2 | 10 | 6  | +4  | 3 |                     |
| 4  | Palestine         | 3  | 0 | 0 | 3 | 0  | 19 | −19 | 0 |                     |

### Vòng 3
Bảng A
| VT | Đội               | ST | T | H | B | BT | BB | HS  | Đ | Giành quyền tham dự |
| -- | ----------------- | -- | - | - | - | -- | -- | --- | - | ------------------- |
| 1  | Hàn Quốc (H)      | 2  | 2 | 0 | 0 | 10 | 0  | +10 | 6 | Vòng play-off       |
| 2  | Việt Nam          | 2  | 1 | 0 | 1 | 1  | 3  | −2  | 3 | Vòng play-off       |
| 3  | Myanmar           | 2  | 0 | 0 | 2 | 0  | 8  | −8  | 0 |                     |
| 4  | CHDCND Triều Tiên | 0  | 0 | 0 | 0 | 0  | 0  | 0   | 0 | Rút lui             |

Bảng B
| VT | Đội               | ST | T | H | B | BT | BB | HS  | Đ | Giành quyền tham dự |
| -- | ----------------- | -- | - | - | - | -- | -- | --- | - | ------------------- |
| 1  | Úc (H)            | 3  | 2 | 1 | 0 | 14 | 1  | +13 | 7 | Vòng play-off       |
| 2  | Trung Quốc        | 3  | 2 | 1 | 0 | 12 | 2  | +10 | 7 | Vòng play-off       |
| 3  | Đài Bắc Trung Hoa | 3  | 1 | 0 | 2 | 1  | 12 | −11 | 3 |                     |
| 4  | Thái Lan          | 3  | 0 | 0 | 3 | 1  | 13 | −12 | 0 |                     |

## Vòng loại bóng đá Thế vận hội 2020 khu vực châu Phi
Đội thắng của giải đấu vòng loại sẽ bước vào vị trí vòng loại Olympic. Đội xếp thứ hai sẽ giành quyền vào vòng play-off trong trận gặp Chile, đội xếp thứ hai từ giải đấu vòng loại CONMEBOL.

### Sơ đồ
Vòng loại bóng đá nữ Thế vận hội 2020 khu vực châu Phi

## Play-off CAF–CONMEBOL
Chile vượt qua vòng loại với tư cách là đội CONMEBOL tham gia trong vòng playoff này với tư cách là á quân trong Cúp bóng đá Nam Mỹ. Đội CAF (Cameroon hoặc Zambia) tham gia sẽ là đội xếp thứ hai trong giải đấu vòng loại CAF.
Vòng play-off sẽ được thi đấu với tư cách là hai lượt đi và về trên sân nhà và sân khách vào ngày 10 và ngày 13 tháng 4 năm 2021. Lượt đi sẽ được tổ chức ở châu Phi, trong khi lượt về sẽ được tổ chức ở Chile.

### Tóm tắt
| Đội 1    | TTS | Đội 2 | Lượt đi | Lượt về |
| -------- | --- | ----- | ------- | ------- |
| Cameroon | 1–2 | Chile | 1–2     | 0–0     |

### Các trận đấu
| Cameroon     | 1–2      | Chile                     |
| ------------ | -------- | ------------------------- |
| - Nchout 76' | Chi tiết | - Sáez 25' - Guerrero 74' |

| Chile | 0–0      | Cameroon |
| ----- | -------- | -------- |
|       | Chi tiết |          |

Chile thắng với tổng tỉ số 2–1.